# Símbolo eletrônico

Símbolos comuns no padrão dos EUA (em espanhol)

Símbolo eletrônico ou simbologia eletrônica é um pictograma usado para representar vários dispositivos ou funções elétricas e eletrônicas, como fios, baterias, resistores e transistores, em um diagrama esquemático de um circuito. Esses símbolos são amplamente padronizados internacionalmente, mas podem variar de país para país, ou disciplina de engenharia, com base em convenções tradicionais.